# Walting (Bawaria)
Walting – miejscowość i gmina w Niemczech, w kraju związkowym Bawaria, w rejencji Górna Bawaria, w regionie Ingolstadt, w powiecie Eichstätt, wchodzi w skład wspólnoty administracyjnej Eichstätt. Leży na terenie Parku Natury Altmühltal, w Jurze Frankońskiej, około 5 km na wschód od Eichstätt, nad rzeką Altmühl.

## Dzielnice
W skład gminy wchodzą następujące dzielnice: Pfünz, Inching, Rapperszell, Walting, Rieshofen, Pfalzpaint oraz Gungolding.

## Demografia
| Rok  | Liczba mieszk. |
| ---- | -------------- |
| 1970 | 1 595          |
| 1987 | 1 888          |
| 2000 | 2 363          |
| 2005 | 2 373          |

### Struktura wiekowa
Dane o ludności z 31 grudnia 2008:
| Opis                                | Ogółem | Ogółem | Kobiety | Kobiety | Mężczyźni | Mężczyźni |
| ----------------------------------- | ------ | ------ | ------- | ------- | --------- | --------- |
| Jednostka                           | osób   | %      | osób    | %       | osób      | %         |
| Populacja                           | 2377   | 100    | 1157    | 48,67   | 1220      | 51,33     |
| Wiek przedprodukcyjny (0–17 lat)    | 504    | 21,2   | 246     | 10,35   | 258       | 10,85     |
| Wiek produkcyjny (18–65 lat)        | 1518   | 63,86  | 728     | 30,63   | 790       | 33,24     |
| Wiek poprodukcyjny (powyżej 65 lat) | 355    | 14,93  | 183     | 7,7     | 172       | 7,24      |

## Polityka
Wójtem gminy od 1 maja 1990 jest Hans Mayer z CSU. Rada gminy składa się z 14 członków.
|      | CSU/FW | SPD/UW | CSU/CFW | FW | Razem |
| 2008 | –      | –      | 9       | 5  | 14    |
| 2002 | 11     | 3      | –       | –  | 14    |

## Oświata
W gminie znajdują się dwa przedszkola oraz szkoła podstawowa (7 nauczycieli, 118 uczniów).